# Tallit

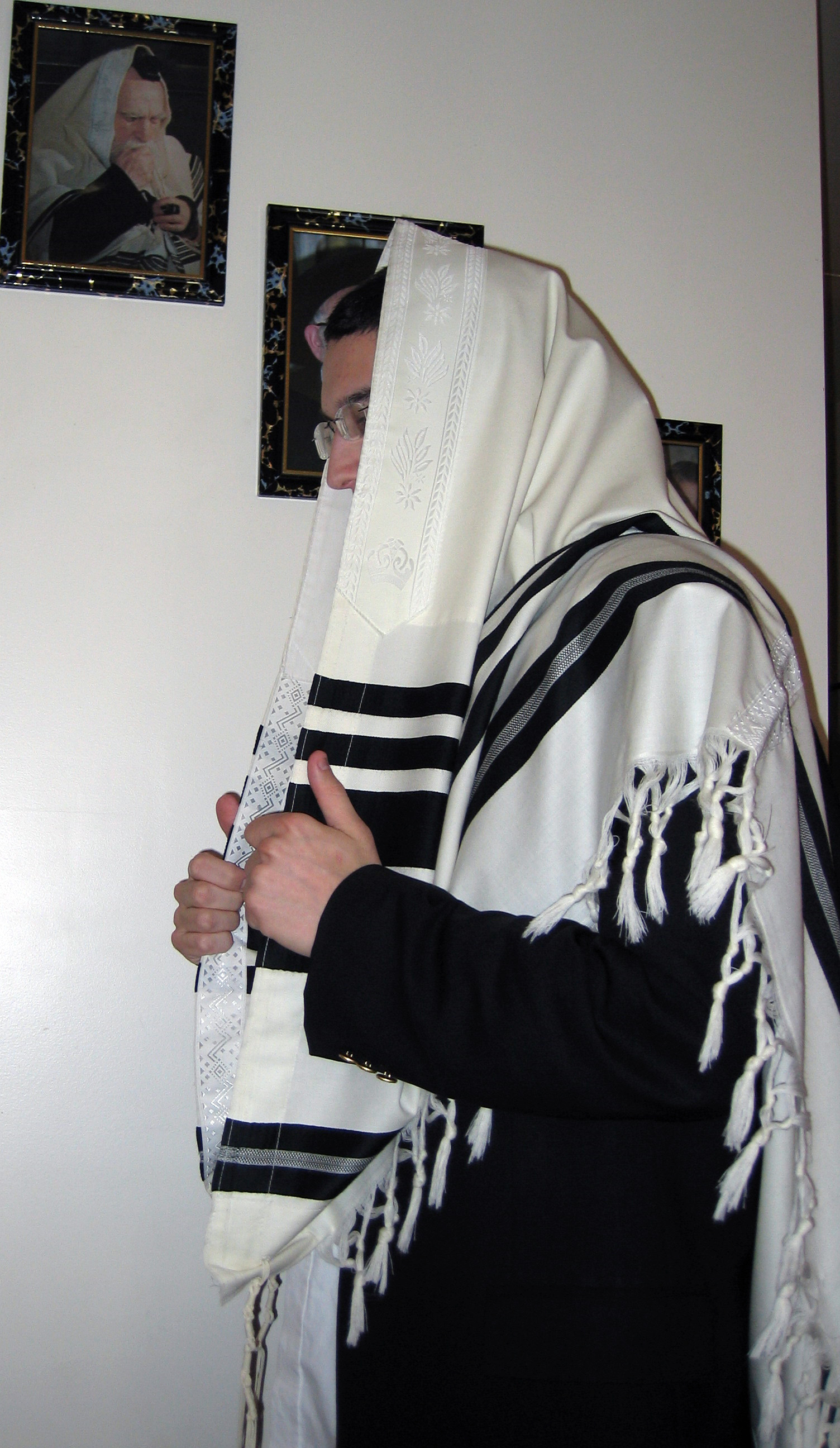
Un evreu purtând tallit în timp ce se roagă.

Scris "talit", "talet", "taleth", "tallis", dar poate cel mai frecvent, "tallit" (ebraică טלית), de origine evreiască, reprezintă eșarfa  de rugăciune.
Derivat din "mască" sau "de gală", în forma dreptunghiulara, de culoare albă și în culoare, acesta a fost  purtat din timpurile  cele mai vechi de către bărbați fiind foarte asemănător cu o pătură. 

## Importanța pe care o are un Tallit
Tallit sau talet  cum este numit în ebraică, este similar cu eșarfa evreiască pentru rugăciune cu diferența că  tallit are tzitzit (tassles), la fiecare colt.  
În multe comunități de evrei tallit reprezintă cadoul oferit de tată  pentru fiul său la ocazii speciale, cum ar fi nunta. 
De asemenea, atunci când o persoană moare, tallit-ul ei transmite până la următoarea generație sau a decedatul este învelit în ea. 
Tallit, poate fi lucrat din  bumbac, lână sau mătase.